# Myrcia
Myrcia es un género de plantas con flores perteneciente a la familia Myrtaceae. Comprende 784 especies descritas y de estas, solo 374 aceptadas. Se distribuye desde México hasta Sudamérica y en las Antillas.

## Descripción
Son árboles o arbustos. Inflorescencias paniculadas, con frecuencia el eje central con ramificaciones compuestas y opuestas, flores numerosas; hipanto parcial o escasamente prolongado sobre el ovario; lobos del cáliz 5, separados e imbricados en las yemas y flores; pétalos comúnmente 5; ovario 2–4-locular, óvulos 2 por lóculo. Fruto una baya coronada por los lobos del cáliz; embrión con los cotiledones foliáceos, contortuplicados, la radícula alargada.

## Taxonomía
El género fue descrito por Augustin Pyrame de Candolle   y publicado en  Dictionnaire classique d'histoire naturelle 11: 406. 1827. La especie tipo es: Myrcia bracteolaris (Poir.) DC. 

## Especies seleccionadas
- Myrcia albobrunnea
- Myrcia albo-tomentosa DC.
- Myrcia almasensis
- Myrcia bella Cambess.
- Myrcia calcicola
- Myrcia citrifolia  (Aubl.)
- Myrcia crassimarginata
- Myrcia fasciata
- Myrcia formosiana DC.
- Myrcia fosteri
- Myrcia grandiflora
- Myrcia laruotheana Cambess.
- Myrcia lasiantha DC.
- Myrcia lineata
- Myrcia multiflora (Lam.) DC.
- Myrcia paganii
- Myrcia pallens DC.
- Myrcia pentagona
- Myrcia rostrata DC.
- Myrcia skeldingii
- Myrcia sphaerocarpa DC.
- Myrcia speciosa
- Myrcia splendens (Sw.) DC. - chequén colorado de Chile[4]
- Myrcia tomentosa DC.
- Myrcia uberavensis O.Berg
- Myrcia uniflora
- Myrcia valenzuelana (A.Rich.) Griseb. - pimienta de Cuba[4]
- Myrcia venulosa DC.